# Nethinius quadrinodosus
Nethinius quadrinodosus là một loài bọ cánh cứng trong họ Cerambycidae.